# Seleção Inglesa de Futebol Feminino

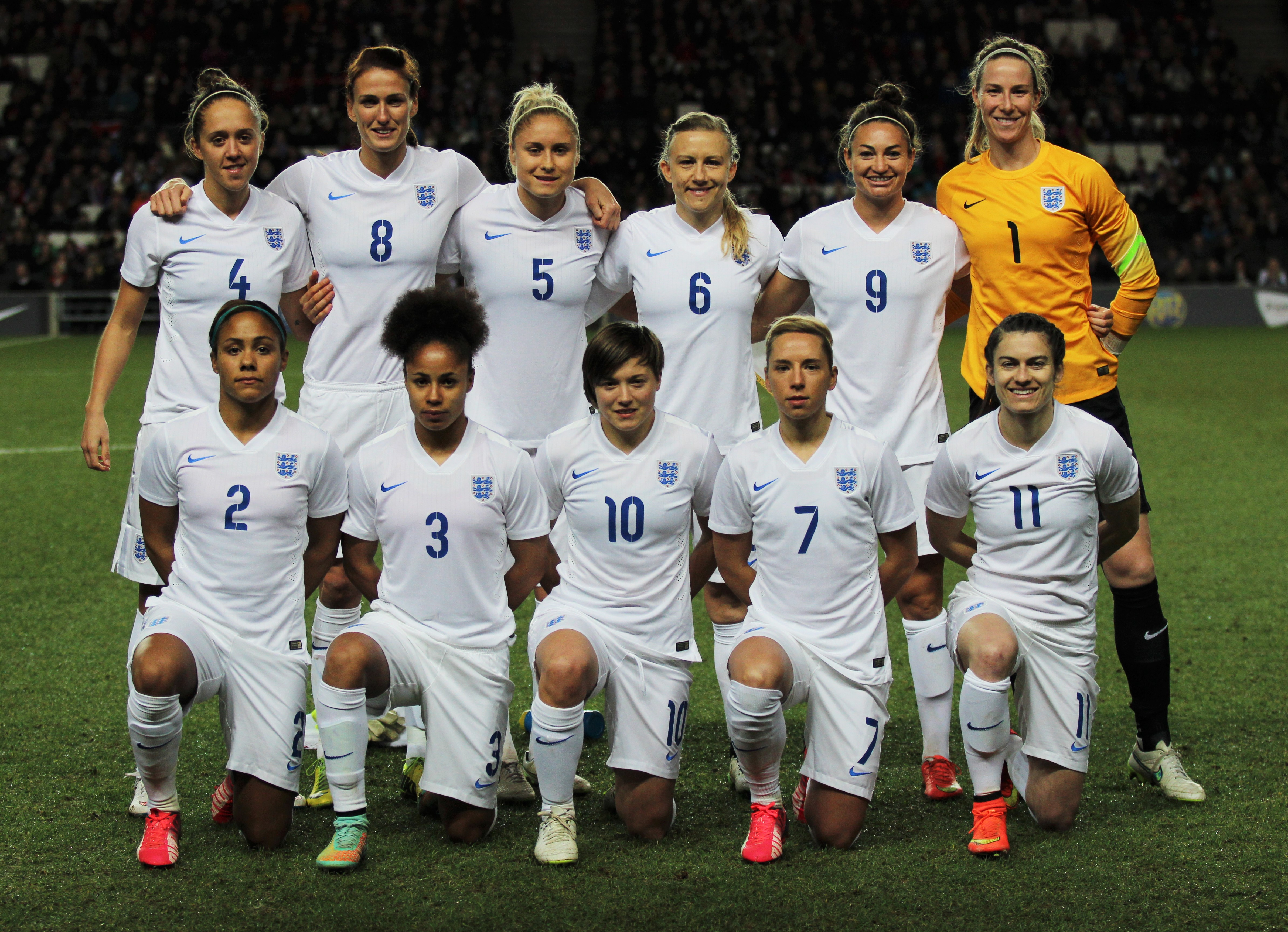
A equipe da Inglaterra em fevereiro de 2015

A Seleção Inglesa de Futebol Feminino representa a Inglaterra no futebol feminino internacional.

## História
É uma seleção tecnicamente bem-sucedida, chegando aos 2 últimos campeonatos europeus, e se classificando também para 2 Copas do Mundo, em 1995 e 2007.
Seus maiores resultados foram dois 2º lugares na Eurocopa Feminina em 1984 (quando este campeonato se chamava "European Competition for Representative Women's Teams") e 2009 e o 3º lugar na Copa do Mundo de Futebol Feminino em 2015.
Como Seleção da Grã-Bretanha participou da Universíada em 2009 e obteve a medalha de bronze.

## Títulos
| CONTINENTAIS      | CONTINENTAIS                                | CONTINENTAIS | CONTINENTAIS |
|                   | Competição                                  | Vezes        | Ano          |
| ----------------- | ------------------------------------------- | ------------ | ------------ |
|                   | Eurocopa Feminina                           | 2            | 2022, 2025   |
| INTERCONTINENTAIS |                                             |              |              |
|                   | Competição                                  | Vezes        | Ano          |
|                   | Copa dos Campeões da CONMEBOL–UEFA Feminina | 1            | 2023         |

- Campeonato Europeu de Futebol Feminino Sub-19: 2009

## Campanhas destacadas
- Copa do Mundo de Futebol Feminino
  - 2º lugar: 2023
  - 3º lugar: 2015
- Eurocopa Feminina
  - 2º lugar - 1984[2], 2009
  - 4º lugar - 1987
- Copa do Mundo de Futebol Feminino Sub-17
  - 4º lugar - 2008
- Copa do Mundo de Futebol Feminino Sub-20
  - 3º lugar - 2018
- Universíada
  - Medalha de Bronze - 2009*

*Como Seleção da Grã-Bretanha
- Campeonato Europeu de Futebol Feminino Sub-17: 
  - 2°lugar - 2024

## Elenco Atual

### Goleiro
- Hannah Hampton
- Khiara Keating
- Anna Moorhouse

### Defensa
- Leah Williamson
- Jess Carter
- Lucy Bronze
- Alex Greenwood
- Niamh Charles
- Maya Le Tissier
- Esme Morgan
- Wubben-Moy

### Meio Campo
- Keira Walsh
- Georgia Stanway
- Ella Toone
- Grace Clinton

### Ataque
- Alessia Russo
- Lauren James
- Lauren Hemp
- Beth Mead
- Michelle Agyemang
- Chloe Kelly
- Agnes Beever-Jones
- Jess Park

## Ex-Jogadoras notáveis

### Atacante
- Kelly Smith
- Ellen White
- Karen Carney
- Rachel Yankey

### Meio-campista
- Fara Williams
- Jill Scott

### Zagueiro
- Alex Scott
- Steph Houghton
- Faye White

### Goleiro
- Pauline Cope
- Rachel Brown
- Karen Bardsley